# NGC 5014
NGC 5014 é uma galáxia espiral (Sa) localizada na direcção da constelação de Canes Venatici. Possui uma declinação de +36° 16' 54" e uma ascensão recta de 13 horas, 11 minutos e 31,4 segundos.
A galáxia NGC 5014 foi descoberta em 1 de Maio de 1785 por William Herschel.